# Franz von der Trenck
Franz von der Trenck báró (Franz Freiherr von der Trenck) (Reggio di Calabria, 1711. január 1. – Brünn, 1749. október 14.), osztrák császári-királyi katonatiszt, szabadcsapat-parancsnok. (Jókai Mór: „A két Trenk” c. regényében ő Trenk Ferenc, a „magyar Trenk”).

## Élete

### Ifjúkora
Franz von der Trenck egy porosz katonatiszt fiaként született Itália déli csücskében, Reggio di Calabriában. Sopronban nevelkedett a jezsuiták keze alatt. 17 éves korában (1728-ban) szolgálatot vállalt a Habsburg császári hadseregben. Kicsapongó életmódja, extravagáns szokásai és összeférhetetlen stílusa miatt állandó vitákba keveredett bajtársaival és elöljáróival, ezért mindössze három év szolgálat után elbocsátották a hadseregből. Megnősült, birtokain élt néhány évig, amíg felesége meg nem halt himlőben. 1737-ben ismét jelentkezett az osztrák hadseregbe. Felajánlotta, hogy egy pandúrokból álló szabadcsapatot szervez a török elleni háborúra, de ajánlatát elutasították. Trenck ekkor zsoldosként egy orosz huszárezredhez szegődött el. Lovassági századosként (Rittmeister) majd őrnagyként harcolt az orosz–török háborúban, de hamarosan itt is összeütközésbe került parancsnokaival. Tiszthez méltatlan viselkedés, függelemsértés (insubordinatio) és az alárendeltekkel való durva bánásmód miatt haditörvényszék elé került. Rossz híre ellenére nagy népszerűségre tett szert, mert a háborúban megtagadta a visszavonulási parancs teljesítését. Münnich orosz tábornagy, a front parancsnoka lefokozásra és több hónapos sáncmunkára ítéltette, amit a kijevi erődépítésnél töltött le. Amikor kiszabadult, elbocsátották a cári szolgálatból. Visszatért szlavóniai birtokaira.

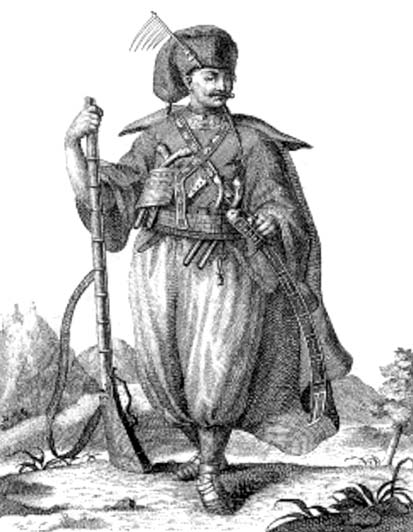
Franz von der Trenck báró,
a pandúrok parancsnoka
(korabeli rézkarc)

### A pandúrok ezredese
1740-ben, az osztrák örökösödési háború kitörésekor Trenck engedélyt kért és kapott Mária Terézia császárnétól, hogy saját költségén 1000 pandúrt szereljen fel, belőlük szabadcsapatot szervezzen, és hadba vezesse őket a Sziléziát megszálló poroszok és franciák ellen. Trenck kiváló szervező volt, pandúrhadtestének létszáma hamarosan 5000 főre duzzadt. Trenck birtokai a Pozsega vármegyei Pakrácon, a szerémségi Nuštarban, a bánáti Beresztócon és Eszék közelében voltak. Harcosainak túlnyomó részét saját birtokainak környékén, tehát Szlavóniában, a magyar Délvidéken és Horvátországban, a helyi lakosokból toborozta. E területekről csak néhány évvel korábban verték ki a törököket, 150-200 éves megszállás után. „Trenck pandúrjai” (horvátul Trenkovi panduri) igen kemény kötésű, nehezen fegyelmezhető és kíméletlen harcosok voltak. Előőrsként haladtak a reguláris hadsereg előtt, kitűntek vakmerő bátorságukkal, de súlyos atrocitásokat is elkövettek, főleg a civil lakosság ellen. Trenck szabadcsapatának tagja volt a fiatal Ernst Gideon von Laudon főhadnagy, a későbbi tábornagy is, aki azonban a kegyetlenkedések elleni tiltakozásul később kilépett a csapatból.
Trenck szabadcsapata a bajorok és a franciák ellen is elért kisebb-nagyobb győzelmeket, egy ízben egészen Elzászig nyomultak. A török harcokban megkeményedett és elvadult horvát és szerb irregulárisok kegyetlen módszerei még az edzett kortársakban is felháborodást keltettek. A hadi sikerek azonban egyelőre elfedték a martalócok működésének sötét oldalát. Trenck serege 4500 ellenséges katonát, 27 tisztet, 9 főtisztet ejtett foglyul, 22 löveget, 3 mozsarat zsákmányolt, és 3 elragadott ellenséges hadilobogóval tért vissza Bécsbe. Trenck báró népszerűsége növekedett, ezredessé léptették elő. 1745 februárjában Mária Terézia fogadást adott Trenck báró tiszteletére Bécsben, és méltatta érdemeit. VII. Károly német-római császár halála után, 1745. április 22-én Bajorország és Ausztria megkötötték a füsseni békeszerződést. A poroszok ellen tovább folyt a háború.
Trenck öntörvényű szabadcsapata 1745. szeptember 30-án, a soori csatában, Lotaringiai Károly Sándor fővezér parancsa ellenére nem jelent meg a harcban, hanem rajtaütött Nagy Frigyes porosz király táborán, és teljesen kifosztotta azt. Elfoghatták volna magát a királyt is, de a zsákmányszerzés lázában futni hagyták.

### Bukás, börtön, halál
Franz von der Trenck ellen egy évvel később eljárást indítottak a háború idején elkövetett, kirívóan kegyetlen gyilkosságok és kilengések miatt, továbbá felelősségre vonták a soor-i csatában tanúsított engedetlenség és függelemsértés miatt. Megvádolták azzal is, hogy a császárné engedélye nélkül koncessziókat adott el tisztjeinek, és nem számolt el a legénység zsoldjával. A tárgyalásokon tiszteletlenül viselkedett, egy alkalommal tettleg rátámadt a bíróság elnökére. Halálra ítélték, de Mária Terézia megkegyelmezett neki, és ítéletét életfogytig tartó várfogságra változtatta. Brünnbe szállították, a spielbergi vár börtönébe zárták. Egyszer sikerült megszöknie, eljutott Németalföldre, de felismerték, letartóztatták, és visszavitték börtönébe, a brünni citadellába. Kétkötetes önéletrajza 1748-ban jelent meg, népszerű olvasmányként terjedt, később sok irodalmi feldolgozást is megért.

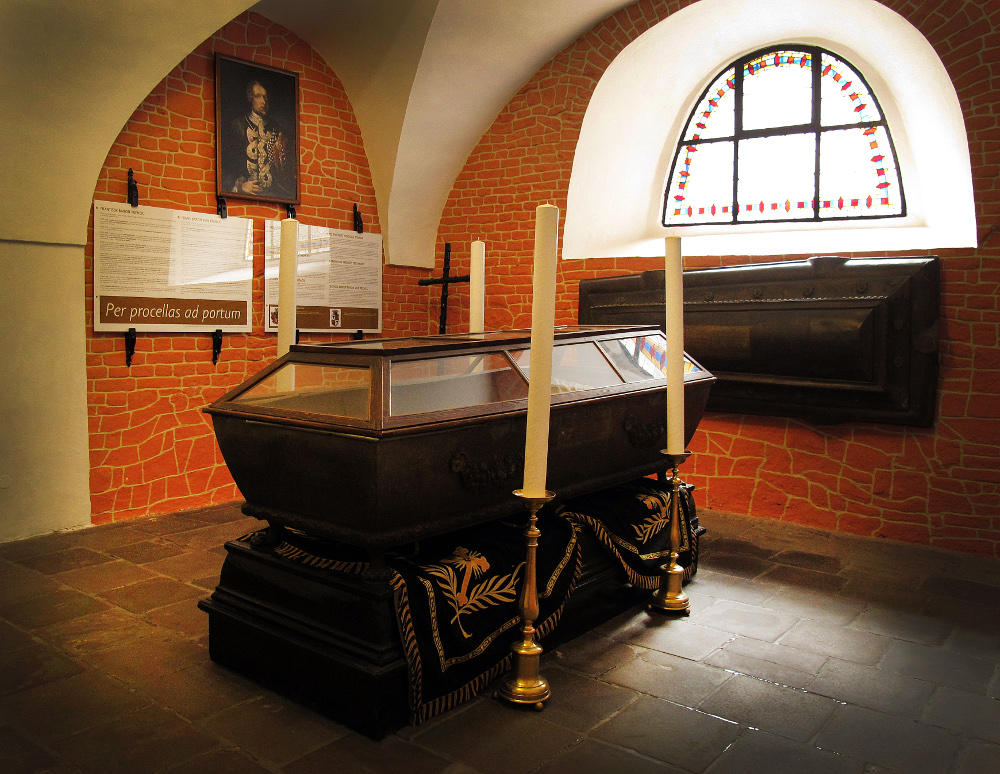
Koporsója a brünni kapucinusok kriptájában

A „magyar Trenk” 1749. október 14-én börtönében megmérgezte magát, regényes visszaemlékezések szerint látványos körülmények között. Végrendeletében 30 000 guldent hagyományozott Marienburg német kisvárosra, amelyet az ő martalócai a háború alatt kiraboltak, felégettek és földig romboltak. A brünni Kapucinusok Szent Kereszt Templomának kriptájában temették el. Mumifikálódott teteme ma is látható, más prominens egykori bebörtönzöttek társaságában.
Az osztrák szolgálatba szegődött Franz von der Trenck bárónak unokaöccse volt a „porosz Trenk”, azaz Friedrich von der Trenck báró, porosz lovassági tiszt (1726–1794), aki nem kevésbé kalandos életet élt. (Őt a francia forradalom során a jakobinusok ítélték halálra és végezték ki Párizsban).

## Játékfilm
- A pandúr : német film, 1940, rendezte Herbert Selpin. Trenk Ferenc szerepében Hans Albers, további szereplők: Käthe Dorsch és Sybille Schmitz.
- Mária Terézia (televíziós sorozat), osztrák-német-cseh-magyar koprodukció, 2017-2019, rendezte Robert Dornhelm. Trenk Ferenc szerepében Philipp Hochmair.[1]

## Szépirodalom
- Jókai Mór: A két Trenk, regény, Magyar Elektronikus Könyvtár
- Jókai Mór:  Trenk Frigyes, regény, Magyar Elektronikus Könyvtár

1. ↑  „Maria Theresia“: Fortsetzung von Dornhelms internationalem ORF-Erfolg. tv.orf.at, 2019. december 27. [2019. december 23-i dátummal az eredetiből archiválva]. (Hozzáférés: 2020. január 4.)